# Валяевка (Пензенская область)
Валяевка — упразднённая деревня в Мокшанском районе Пензенской области России. Входила в состав Успенского сельсовета. Упразднена в 2006 году.

## География
Располагалась на балке Шаманова лощина, на расстоянии примерно 10 километров (по прямой) к западу от села Нечаевка.

## История
Основана в 1930 году как выселок Большой или Малой Валяевки.

## Население
| 1930 | 1939 | 1959 | 1979 | 1989 | 1996 | 2002 |
| ---- | ---- | ---- | ---- | ---- | ---- | ---- |
| 92   | ↘61  | ↗198 | ↘118 | ↘44  | ↘7   | →7   |

### Национальный состав
Согласно результатам переписи 2002 года, в национальной структуре населения даргинцы составляли 100 % населения.